# دیلدو بنددار
دیلدو بنددار (به انگلیسی: strap-on dildo)، کیرکاشی بند دار نوعی کیرکاشی است که به کمر بسته می‌شود و دارای انواع (الکتریکی، گرمایی و ساده) و شکل‌ها و رنگ‌های گوناگون هست. هر فردی می‌تواند آن را بپوشد و به درون واژن یا مقعد (آنوس) پارتنر خود فرومی‌برد .کیرکاشی بنددار توسط بین‌ دو زن همجنس‌گرا یا دوجنس‌گرا به کار برده می‌شود و همچنین برای میخزنی یا دخول زن به مرد (دو پارتنر دگرجنسگرا) کاربرد دارد.

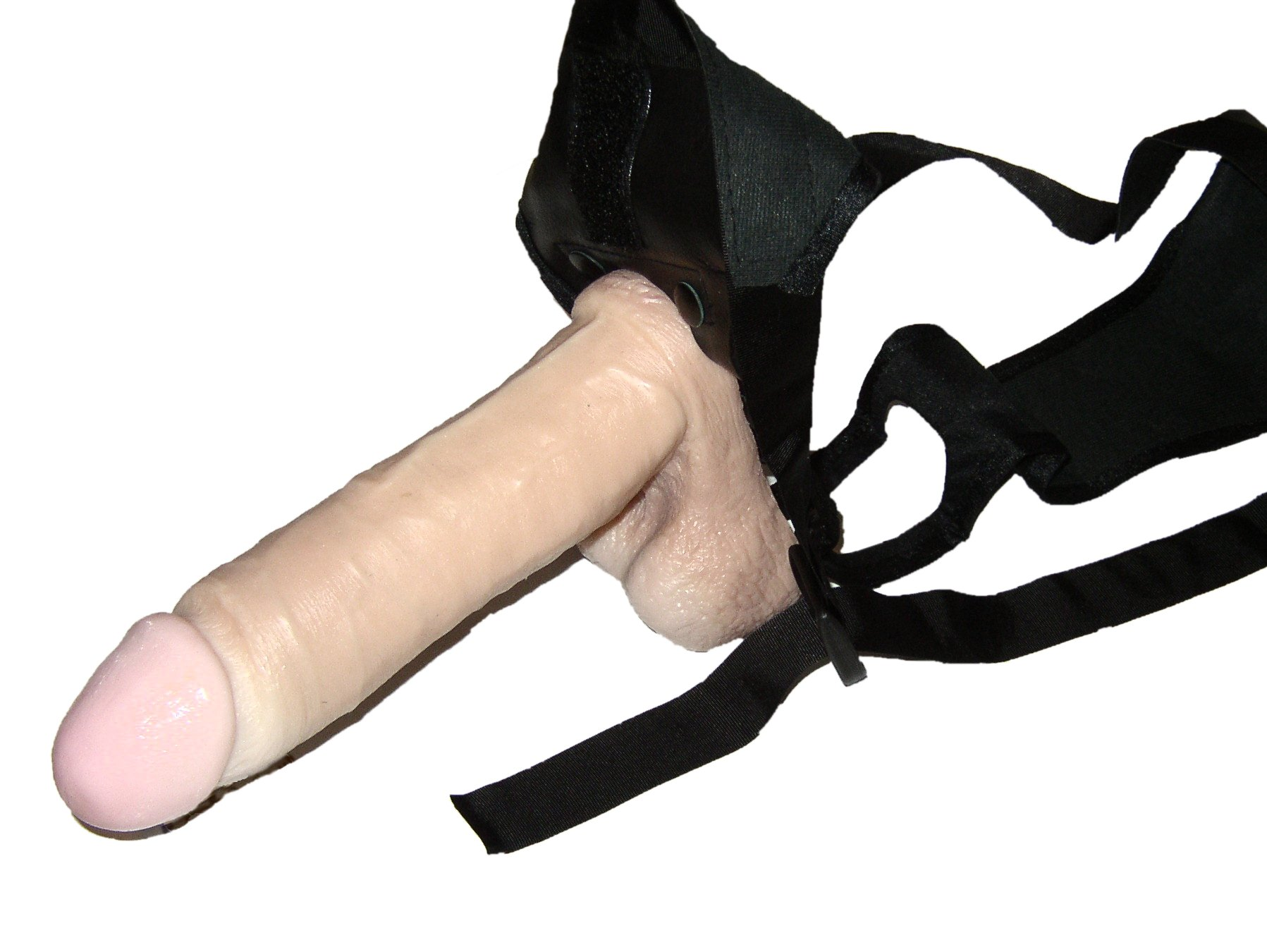
یک دیلدو رئالیستیک بنددار

## کاربردها

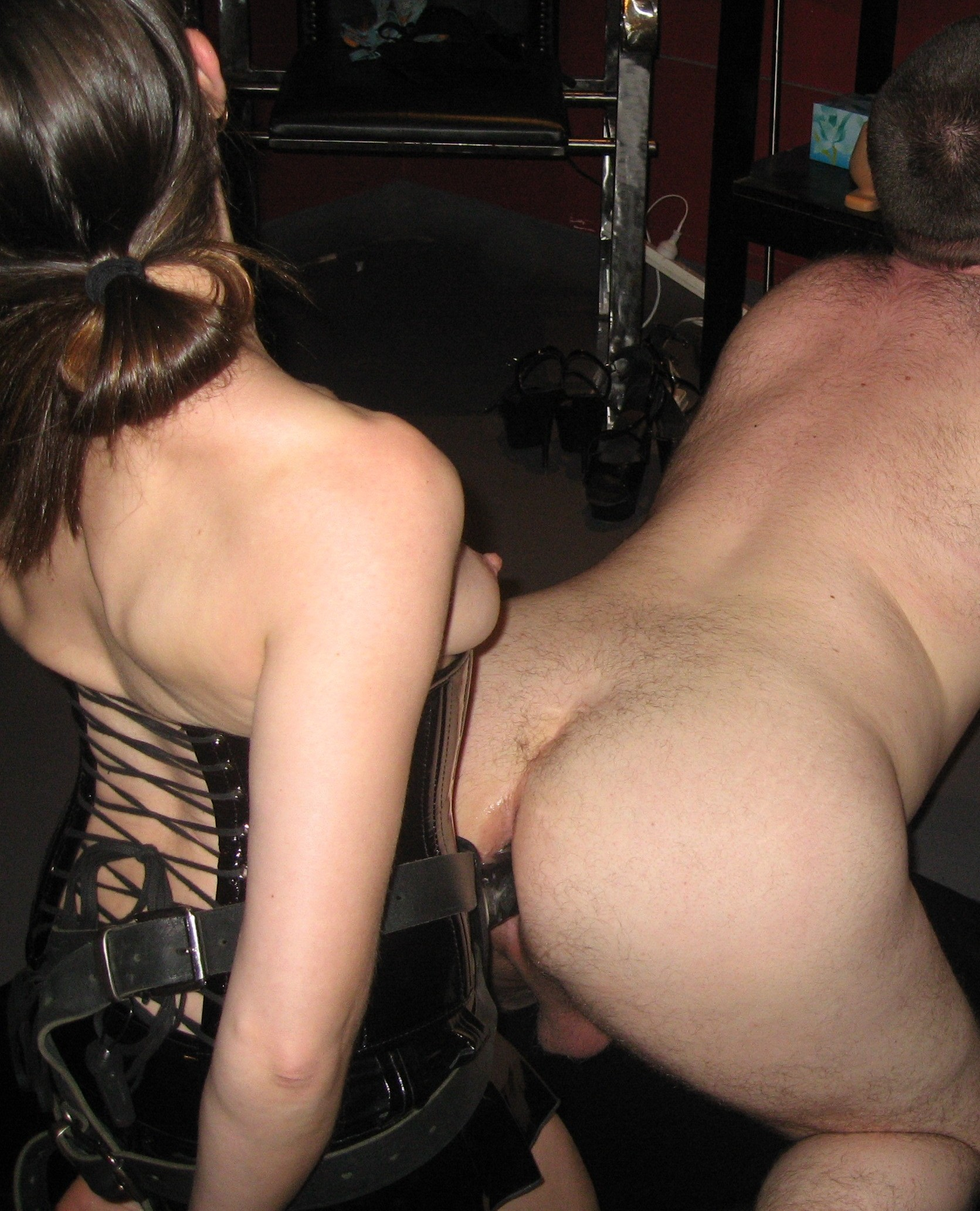
یک زن در حال آمیزش مقعدی با دیلدو بنددار با یک مرد

حتی بیشتر از گونه‌های مختلف مهارها و دیلدوها، راه‌های مختلف و دیگرسانی برای استفاده از راه‌اندازی تسمه هستند. عموما روش‌های استفاده از آنها را می‌توان به چندین دسته کلی بخش کرد، که هر یک نیز با تنوع خودشان اند.
- پگینگ
- سکس میان زنان
- اختلال نعوظ
- دخول دوتایی
- خودارضایی
- مردم تراجنس
- انزال زودرس
- جلوگیری ارگاسم
- فلاتیو
- عشق‌بازی بی‌تماس

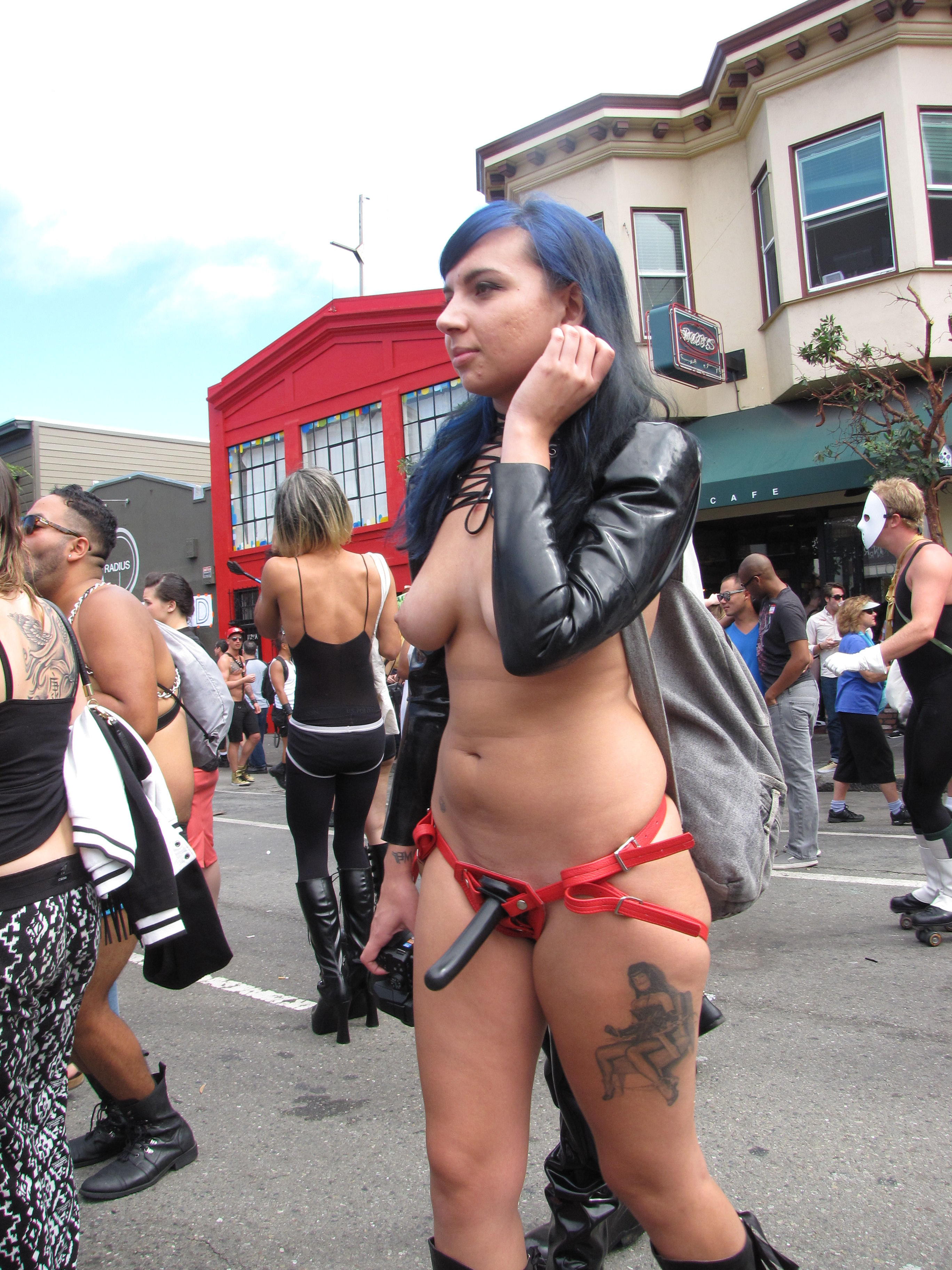
یک زن با دیلدو بنددار در رژه افتخار

تقریبا هر پوزیشن مرتبط با آمیزش جنسی (یا نه، در صورت دخول همزمان) می‌تواند با دیلدو بنددار انجام داده شود. در واقع، با مهارهای دیگری که به دیلدو اجازه می‌دهد روی اجسام بی‌جان سوار شود، می‌توان پوزیشن‌های نو و بی‌پایانی درا تصور نمود.

## پوزیشن‌های جنسی
شماری از پوزیشن‌ها را می‌تواند با به کارگیری دیلدو بنددار انجام داده شود. این در بر می‌گیرد:
- استیل سگی: یا شیوه سگی از آنجا که ساده و آسان است و امکان پیش‌رانی عمیق را می‌دهد، محبوب و پرکاربرد است. پارتنر پذیرنده در حالی که صورتش در برابر تخت‌خواب (یا سطح دیگر) است زانو می زند و از پشت به او دخول می‌شود. این پوزیشن برای هردوی دخول واژینال و آنال به خوبی کار می‌کند و کوبش‌های ژرف و هموار را امکان‌پذیر می‌کند.  گاهی اوقات پروستات را کمتر از پوزیشن‌های دیگر در حین پگینگ تحریک می‌کند.یک زن یک مرد را به استیل سگی با یک مهاربند ۴-تسمه و دیلدو پِگینگ می‌کند.

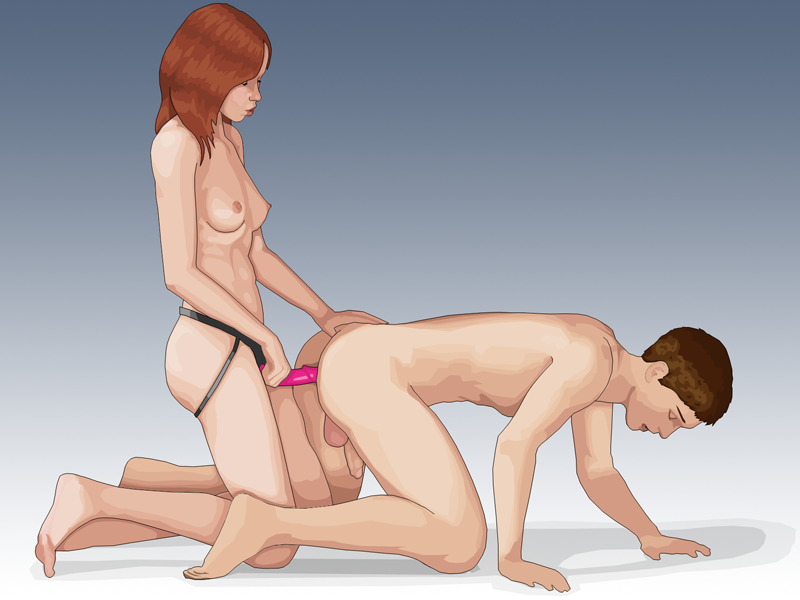
یک زن یک مرد را به استیل سگی با یک مهاربند ۴-تسمه و دیلدو پِگینگ می‌کند.

- میسیونِری: پوزیشن میسیونری نیز محبوب و پرطرفدار است و به هر دو پارتنران اجازه می‌دهد در حین نزدیکی جنسی همدیگر را بغل کنند، هم‌دیگر را ببینند، ببوسند یا فعالیت‌های دیگری انجام دهند. وقتی برای دخول آنال به کار برده می‌شود، یک بالش یا جسم دیگر در زیر سرین (باسن) گیرنده جای می‌گیرد آنوس را به یک پوزیشن و زاویه راحت می‌رساند.

- بِنت اُوِر: یا خم‌شدن معمولا برای پگینگ به کار برده می‌شود، پارتنرِ پذیرنده در حالی که به جلو خم شده است می‌ایستد یا زانو می‌زند و توسط تخت، صندلی، دیوار یا اشیای دیگر ساپورت می‌شود. همانند استیل سگی، دخول از پشت است. این پوزیشن دیلدو را زاویه می‌دهد چنان که معمولا به طور محکم روی پروستات ضربه می‌زند، که برای مردان می‌تواند به یک ارگاسم آنال (همراه با انزال) بسیار موثرتر منجر شود.